# 浙派古琴
浙派古琴，始見於北宋，而盛於南宋，因始創人郭沔祖籍浙江而得名，是宋明之際最主要的琴派。近代徐元白起，因有別於宋代的浙派，被稱為「新浙派」。

## 歷史

### 宋代至明代
郭沔傳劉志方，劉志方傳徐天民、毛敏仲、汪元亮，徐天民、毛敏仲編著《紫霞洞琴譜》，加上郭沔的《瀟湘水雲》、《泛滄浪》、《秋鴻》和劉志方的《忘機曲》、《吳江吟》等曲，浙派古琴體系開始成形。而徐天民傳人的影嚮力較大，故浙派古琴在明代初期有「浙派徐門」或「徐門正傳」之稱。徐天民傳子徐秋山、徐秋山傳子徐夢吉，徐夢吉傳子徐和仲，徐和仲傳子徐惟謙，及王禮、金應隆、吳以介、張助、蕭鸞、戴義、黃獻等，蕭鸞編著《杏莊太音補遺》、《杏莊太音續補》，並提出「去文以存勾剔」，維護浙派古琴的獨奏傳統。黃獻於1546年編著《梧岡琴譜》，楊嘉森於1561年增訂《梧岡琴譜》，改名為《琴譜正傳》。至明代中後期，其在琴界的地位漸為虞山琴派所取替。

### 近代
民國時，浙江有張味真、徐元白等琴家。徐元白自稱其琴為家傳，亦曾師於大休上人，被稱為「新浙派」。
現代浙派古琴家有張味真、徐元白及其弟子徐曉英、鄭雲飛、徐元白孫徐君躍等。

### 分支
姚丙炎及姚公白等人由於右手明快、節奏輕靈等特點，被稱為「浙派姚門」。